# Фроловское (платформа)
Фро́ловское — остановочный пункт / пассажирская платформа на главном ходу Октябрьской железной дороги (Ленинградское направление Мосузла) в городском округе Клин Московской области.
Находится рядом с деревней Мисирёво на открытом полевом пространстве. Ранее рядом с платформой располагался охраняемый железнодорожный переезд. На данный момент он разобран, автомобили пересекают железнодорожное полотно по построенному путепроводу.
На о.п. имеется две посадочные боковые платформы. Переход между платформами осуществляется по деревянным настилам. Турникетами не оборудована.

## Происшествия
- 12 февраля 2021 года в районе о.п. произошло дорожно-транспортное происшествие с участием автомобиля, упавшего с путепровода на железнодорожные пути.[2] В результате была повреждена инфраструктура платформы, вагон электропоезда №6607 Конаково – Москва, а также контактная сеть, что привело к ощутимой задержке движения по всему главному ходу Октябрьской железной дороги. Пострадавших и погибших нет. Пассажиры были доставлены автобусами на станцию Подсолнечная.[3]